# Le meravigliose avventure di Pollicino
Le meravigliose avventure di Pollicino (Tom Thumb) è un film del 1958 diretto da George Pal, ispirato alla fiaba popolare britannica di Tom Thumb, raccolta dai fratelli Grimm e conosciuta in italiano come Pollicino. È una pellicola fantastica musicale prodotta nel Regno Unito. Vinse l'Oscar per i migliori effetti speciali.

## Trama
Jonathan, un povero ma onesto boscaiolo, vive nella foresta con l'amata moglie Anna. Un giorno, mentre sta tagliando un albero, la "regina della foresta" appare prima che Jonathan abbatta l'albero pregandolo di risparmiarlo in quanto è la casa di una famiglia di uccelli. Poiché vendere legna è il suo sostentamento, Jonathan è inizialmente riluttante, ma dopo che la regina ha dimostrato i suoi poteri magici, Jonathan è d'accordo. In segno di gratitudine, la regina dice a Jonathan che esaudirà tre desideri a lui e a sua moglie. Jonathan corre a casa per raccontare ad Anna l'incredibile incontro.
Sfortunatamente, Jonathan e Anna sprecano accidentalmente i desideri mentre litigano per la cena. Prima di andare a letto quella notte, guardano la seconda camera da letto del loro cottage, che è completamente rifornita di giocattoli per il bambino che desideravano ardentemente ma non sono mai stati in grado di avere. Anna si lamenta del loro precedente sperpero dei loro desideri magici, che avrebbero potuto usare per avere un bambino, ma Jonathan la consola dicendo che la regina della foresta potrebbe ancora mostrare loro gentilezza e concedere loro un altro desiderio. Anna osserva che amerebbe qualsiasi bambino "anche se non fosse più grande del suo pollice".
Più tardi, vengono svegliati da un leggero bussare alla porta e si trovano davanti un ragazzo che è letteralmente grande come un pollice, che si rivolge a Jonathan e Anna in modo familiare chiamandoli "babbo" e "mamma". Anna sa istintivamente che il nome del ragazzo è Tom.
Nei giorni seguenti, il migliore amico di famiglia, Piffero, porta Tom in città, dove si svolge un carnevale. Tom viene portato via da un palloncino aerostatico fino in cima alla torre del vicino castello, dove due ladri, Ivanoe e Antonio, stanno cospirando per rubare l'oro. Si rendono conto che a causa delle sue dimensioni, Tom sarà facilmente in grado di infilarsi tra le sbarre della griglia sul tetto del tesoro e decidono di ingannarlo facendogli credere di aver bisogno dell'oro per aiutare i poveri orfani. Come ricompensa per la sua assistenza, Ivanoe regala a Tom una moneta d'oro del bottino rubato. Tom torna a casa a tarda notte, e trova i suoi genitori sconvolti dalla sua scomparsa. Mentre si intrufola dalla finestra, fa cadere accidentalmente la sua moneta in una torta che sua madre ha preparato.
La mattina successiva, la rapina è stata scoperta e le guardie stanno perlustrando la campagna alla ricerca dei ladri. Un'unità si ferma al cottage di Jonathan per chiedere se lui o Anna hanno visto qualcuno di sospetto nella zona. Anna offre alle guardie della torta e una guardia morde la fetta contenente la moneta d'oro, riconoscendola immediatamente come parte del tesoro rubato. Jonathan e Anna vengono ingiustamente accusati di furto, arrestati e portati via per essere frustati nella piazza del paese.
Con l'aiuto di Piffero, Tom rintraccia i veri ladri e, grazie alla sua capacità di controllare gli animali, in particolare asini e cavalli, riesce finalmente a riportarli nella piazza del paese, insieme al loro bottino, scagionando i suoi genitori. Ivanoe e Antonio vengono arrestati e l'oro viene restituito. Piffero sposa Queenie, con la quale ha avuto una goffa storia d'amore.

## Riconoscimenti
- 1959 - Premio Oscar
  - Oscar per i migliori effetti speciali